# Патрікень
Патрікень, Патрікені (рум. Patricheni) — село у повіті Нямц в Румунії. Входить до складу комуни Пинчешть.
Село розташоване на відстані 287 км на північ від Бухареста, 60 км на схід від П'ятра-Нямца, 41 км на південний захід від Ясс.

## Населення
За даними перепису населення 2002 року у селі проживали 176 осіб, усі — румуни. Усі жителі села рідною мовою назвали румунську.